# Влада вогню (фільм)
«Влада вогню» (англ. Reign of Fire) — американо-британський постапокаліптичний бойовик режисера Роба Боумена 2002 р. Головні ролі виконували: Крістіан Бейл, Меттью МакКонахі, Джерард Батлер і Ізабелла Скорупко. Дія фільму відбувається в 2020 році в постапокаліптичній Англії після пробудження драконів. Фільм зібрав близько $82 млн на 60 мільйонів доларів бюджету.

## Сюжет
У 2008 році під час будівництва в лондонському метрополітені пробуджується величезний дракон, що перебував у сплячці, та спалює будівельників своїм вогненним подихом. Єдиний, хто залишається в живих, це 12-річний Квінн Аберкромб, чия мати Карен (Аліса Кріге) була бригадиром в команді, що працювала на будівництві. Дракон тікає та відшуковує одноплемінників, унаслідок чого популяція драконів починає швидко збільшуватися. 
Заголовки газет і короткі випуски теленовин повідомляють: науковці довели, що дракони співіснували з динозаврами і саме вони відповідальні за їх зникнення. Також вчені дійшли висновку, що коли дракони з'їдять усіх живих істот, то голодуватимуть, через що знову впадуть у сплячку і тоді Земля врешті зможе відновитися.
Військовий опір та використання ядерної зброї в 2010 році, лише прискорює занепад цивілізації і через деякий час людська раса вже знаходиться на межі вимирання.
Дванадцять років потому, у 2020 році Квінн (Крістіан Бейл) керує невеликою громадою, що вижила і тепер ховається у замку Нортумберленд. Вони сподіваються пережити драконів і чекають, доки ті з'їдять усіх інших живих істот і вимруть. 
Тим не менш, ті що вижили, починають і самі голодувати в очікуванні урожаю зерна та фруктів. Хоча більшість з них довіряють керівництву Квінна, деякі починають виявляти свою незгоду. 
Одного разу вночі, доки всі сплять, Едді, (Девід Кеннеді) викрав ключі від вантажівки та поїхав збирати врожай, щоб прогодуватись. 
Та надто ранній збір, не повністю дозрілих плодів, не дозволить отримати врожай у наступному сезоні. І все ж, незважаючи на наказ Квінна, група покидає замок, через що зазнає нападу дракона. Одного зі збирачів вбивають, а група оточена вогнем. 
Їх рятують Квінн, Кріді і Джаред (Скот Моутер). Коли люди намагаються втекти, чудовисько у них на очах вбиває сина Едді після чого злітає у небо.
Згодом до замку прибуває команда американців, на чолі з Дентоном Ван Заном (Меттью МакКонахі). Група має в арсеналі танк і вертоліт Agusta A109, пілотує його Алекс Йенсен (Ізабелла Скорупко). 
Ван Зан та його невелика армія з майже 200 солдат, розробили складну систему відстеження та полювання, щоб вбивати драконів. Квінн спершу не довіряє Ван Зану і скоріше здивований тим, що хтось може думати про полювання на драконів. Після бурхливої суперечки Ван Зан все ж  схиляє Квінна до співпраці. Працюючи разом, Квінн і Ван Зан вбивають дракона, що знищив урожай.
Жителі замку святкують перемогу та їх радість остужає Ван Зан, котрий втратив трьох своїх людей і не бачить приводів для радості. Згодом Ван Зан розповідає Квінну, що вони виявили серед драконів одного самця. Він та його люди також виявили, що кожна самка відкладає незапліднені яйця, з яких тільки в разі запліднення їх самцем, вилуплюються наступні покоління драконів, а ще метаболізм драконів «настільки швидкий, що більшість з них не живуть більше декількох місяців». 
Американці вважають, що існує тільки один самець і якщо вони вб'ють його, самки очевидно будуть не в змозі народжувати дитинчат". 
Квінн з острахом згадує дракона, що вбив його матір і відмовляється допомогти, тому що боїться, що монстр прослідкує за групою до його замку, як це сталося, коли попереднього разу інша група вирушила до Лондона.
Не зважаючи на думку Квінна, Ван Зан збирає в похід кращих з людей замку, через що Квінн лютує та провокує Ван Зана на бійку, але програє. 
Квінн стверджує - якщо група Ван Зана знайде самця, той вб'є їх і потім знайде замок. 
Врешті Ван Зан та команда дістаються у Лондон. Та як і пророкував Квінн,  дракон знаходить людей першим і нападає, вбиваючи більшість солдат. Після побоїща у Лондоні самець знаходить і замок людей. Дракон оточує його своїм вогнем. У полум'ї пожежі гине близький друг Куінна, Аджай (Олександр Сіддіг) та більшість мешканців замку і лише деякі виживають, ховаючись  в вогнетривких підземних сховищах.
Переможений, Ван Зан повертається в замок, де знаходить і звільняє з підземелля Квінна та його людей.
Тепер вже Квінн каже Ван Зану, що вони мають полювати на дракона у Лондоні, бо той обрав місто для гніздування. 
Люди перемагають у цій битві;
— та під час битви, в відчайдушній спробі дістати звіра, Ван Зан тримаючи сокиру зістрибує з високого будинку на самця згори. Проте, задум бійця не вдається і дракон зжерає американця в польоті. 
Квінн і Алекс знаходять останню стрілу з боєголовкою і заманюють дракона на землю, де Квінн арбалетом вистрілює в його пащу болт з боєголовкою, чим нарешті вбиває звіра.
У останній сцені Квінн і Алекс, стоять на сонячному пагорбі з видом на Північне море. Квінн говорить їй, що за останні три місяці не було жодного повідомлення про драконів. Далі глядач бачить збудовані радіо-, а Джаред (Скотт Моутон) говорить їм, що вони отримали передачу від іншої групи людей, з Франції, які бажають поговорити з їхнім лідером. Квінн говорить Джареду, що тепер він лідер і відправляє його назад розмовляти з французами. Повний надій, Квінн рішуче присвячує себе справі відновлення. Хоч він пам'ятає про можливість повернення драконів, проте зауважує, що «якщо вони коли-небудь повернуться, вони будуть горіти, а ми будемо будувати». Після приходу інших членів групи Квінн бере сокиру Ван Зана і йде з Алекс, тримаючи її руку в своїй.

## У Ролях
- Крістіан Бейл — Аберкромбі Квінн
- Меттью Макконехі — Зан Ван Дентон
- Джерард Батлер — Кріді
- Ізабелла Скорупко — Алекс Йенсен
- Аліса Кріге — Карен Аберкромбі
- Скотт Моутер — Джаред Вільке
- Девід Кеннеді — Стакс Едді
- Олександр Сіддіг — Аджай
- Джек Ґлісон — "Малюк"

## Музика
Пісня, яку грають під час святкування в замку, — це «Fire» Джимі Хендрікса.
1. «Prologue» — 3:22
2. «Enter the Dragon» — 3:20
3. «An Early Harvest» — 2:42
4. «Field Attack» — 4:11
5. «Marauders» — 2:47
6. «Meet Van Zan» — 3:49
7. «Archangels» — 3:58
8. «Dawn Burial» — 3:02
9. «A Battle of Wills» — 5:31
10. «The Ruins at Pembury» — 2:11
11. «Inferno» — 3:23
12. «Return to London» — 4:11
13. «Magic Hour» — 5:23
14. «Rebirth» — 2:40

## Виробництво
Теглайни фільму:
- «Клин клином вибивають» (дослівно: «Боротьба вогню з вогнем».
- «Битва стане займистою 12 липня».
- «Вони дуже розумні. Швидко еволюціонували. І вони не люблять ділитися планетою».

Під час попереднього перегляду стверджувалося, що сюжет розвивається в 2084 році, але сам фільм датує події на 2020 рік.

### Зйомки
«Влада вогню» знімався в Ірландії, в горах Уіклоу. Команді дозволили знімати там за умови, що вони приберуть повністю за собою після зйомок, не завдаючи шкоди ландшафту. Фільм знятий під час спалаху ящура в Європі.
Метод, яким дракони створюють вогонь, натхненний двома реальними тваринами: плювками кобри і жука-бомбардира.
Вертоліт, представлений у цьому фільмі, є військовою версією AgustaWestland AW109. Вертоліт відомий своєю швидкістю.
Персонаж Метью МакКонахі з'являється лише 30 хвилин у фільмі.
Загиблий дракон спроектований і побудований Artem з візуальними ефектами від Secret Lab.
П'єса Квіна і Кріді, яку вони виконують для дітей, про фільм «Зоряні війни. Епізод 5: Імперія завдає удару у відповідь» (1980).

### Кастинг
Джек Глісон грає роль учасника аудиторії (відсутній у титрах), який спостерігає за виставою «Зоряні війни» Крістіана Бейла. Вони також будуть разом зніматися багато років потому в х/ф Бетмен: Початок (2005). Неакредитований Джек Глісон пізніше здобув славу з його проривом у виконанні ролі Джоффрі Баратеона в т/с HBO «Гра престолів» (2011). Фентезійний серіал HBO також містить драконів.
Фільм можна назвати альтернативно-історичним, в якому динозаврів знищили дракони, а не астероїд, як вважається офіційною наукою.
Мартін Аллан Клонер і Тара О'Салліван зустрілися під час виробництва цього фільму, а потім одружилися.
Коли знімався фільм, Крістіан Бейл і Джерард Батлер були відносно невідомі світовій аудиторії. Після випуску вони обидва потрапили в Голлівуд, де їх легко впізнали і зробили з ними багато фільмів.
Коли знімальна команда вперше почала розвідку ірландських місць для зйомок, було оголошено, що Арнольд Шварценнегер зіграє у фільмі.

### Поширення
«Влада вогню» розповсюджений в кінотеатрах Buena Vista Pictures і на DVD Buena Vista Home Entertainment в Америці.
7 липня 2005 р. ABC запланувало трансляцію фільму «Влада вогню», але через терористичну атаку в Лондоні того дня він був замінений на інший фільм — Великий товстий брехун.

## Гра
У 2002 р. Kuju Entertainment випустила відеогру Reign of Fire для Playstation 2, Xbox і Gamecube.

## Касові збори
Фільм посів третє місце за касовими зборами у США у вихідні дні з 12 липня 2002 року, зібравши $15 632 281 у свій перший уїк-енд, слідом за «Проклятим шляхом» і «Люди в чорному 2», і був два тижні на вершині зборів. На бюджет $62 млн припало $82 млн касових зборів.

## Сприйняття
Рейтинг на сайті IMdb — 6,2/10 на основі 92 495 голосів. Rotten Tomatoes дав йому 40 % свіжості та 49 % підтримки аудиторії. Metacritic дав рахунок 39 позитивних (зі 100), користувачі — позитивнішу характеристику — 6.2 (з 10).

### Нагороди
| Нагорода               | Категорія                   | Результат |
| ---------------------- | --------------------------- | --------- |
| Saturn Awards          | Найкращий фентезійний фільм | Номінація |
| Фестиваль Сіне Сітджес | Найкращі візуальні ефекти   | Перемога  |
| Фестиваль Сіне Сітджес | Найкращий фільм             | Номінація |